# Бона Савойська (1449—1503)
Бона Савойська (італ. Bona di Savoia, лат. Bona Sabaudae; 10 серпня 1449, Авільяно, П'ємонське князівство — 23 листопада 1503, Фоссано, п'ємонське князівство) — принцеса Савойського дому, дочка савойского герцога Людовика I Великодушного. Дружина герцога Галеаццо Сфорца; в шлюбі — герцогиня Міланська, після його смерті — регентка.

## Біографія

### Дитинство і юність
Бона Савойська народилася в Авільяні 10 серпня 1449 року в родині савойського герцого Людовика I Великодушного і Анни Кіпрської, принцеси з дому Лузіньянів. По батьківській лінії вона доводилася онукою Амадею VIII Миролюбного, герцога Савої, відомому також під ім'ям антипапи Фелікса V, і Марії Бургундської, принцеси з дому Валуа. По материнській лінії була онукою Януса, короля Єрусалиму, Кіпру та Вірменії і Шарлотти де Бурбон, принцеси з дому Бурбонів.
Після смерті матері в 1462 році виховання Бони Савойської було довірено її старшій сестрі, королеві Шарлотті Савойській, дружині французького короля Людовика XI Розсудливого. Піклуючись про майбутній шлюб осиротілої принцеси, король Франції почав переговори про можливий шлюб своячки з Едуардом IV, королем Англії. Але після звістки про шлюб нареченого з Єлизаветою Вудвілл переговори були припинені. У 1465 році помер батько Бони Савойської. Незабаром після цього до Людовика XI звернувся Франческо I, герцог Мілана з пропозицією про шлюб принцеси і Галеаццо Марії Сфорца, спадкоємця герцога. Розпочаті переговори затяглися частково через смерть Франческо I в 1466 році, частково через ворожі відносини між герцогами Савої і Мілана. Тільки під тиском Людовика XI Амадей IX погодився на шлюб сестри. Наречений прийняв остаточне рішення лише після того, як побачив портрет нареченої, написаний на його замовлення художником Дзанетті Бугатті.
За свідченням сучасників, Бона Савойська була однією з найкрасивіших принцес свого часу. Її описують як високу, добре збудовану дівчину з тонкою талією, з красивою шкірою і красивими рисами обличчя, з добрим характером. Шлюб за дорученням був укладений в Амбуазі в травні 1468 року, де почалися
У Амбуазі 10 травня 1468 року  був підписаний шлюбний контракт, за яким Бона Савойська була видана за Галеаццо Марію (24.1.1444 — 26.12.1476), герцога Мілана з дому Сфорца, сина герцога Франческо I і Б'янки Марії, принцеси з дому Вісконті. Весільні торжества завершилися в липні того ж року в Мілані. У посаг було дано сто тисяч скудо, в обмін на яке чоловік виділив їй щорічне утримання в розмірі 15 тисяч дукатів, ювелірні вироби на суму в 50 тисяч дукатів і замок Абб'ятеграссо як резиденцію в разі її вдівства. 7 липня 1468 року в соборі Різдва Пресвятої Діви Марії в Мілані відбулася церемонія одруження. У цьому шлюбі народила двоє синів і дві дочки.

### Герцогиня Мілану
Ставши герцогинею, Бона Савойська ніколи не втручалася в державні справи чоловіка, тільки намагалася підтримувати хороші відносини між сім'ями герцогів Савої і Мілана. Вона присвятила себе вихованню та освіті дітей. Дбала про всіх бастардів чоловіка, народжених до укладення їхнього шлюбу. У 1471 році разом з чоловіком зробила офіційні візити до Флоренції до двору Медічі і в Мантуї до двору Гонзага . Постійною резиденцією герцогського подружжя був замок в Павії. Незважаючи на доброзичливе ставлення до дружини, герцог не змінив свої звички і продовжив мати багато коханок. Він був заколотий змовниками біля входу в базиліку святого Стефана 26 грудня 1476 року, залишивши Бону Савойську вдовою з чотирма малолітніми дітьми.

### Регентка

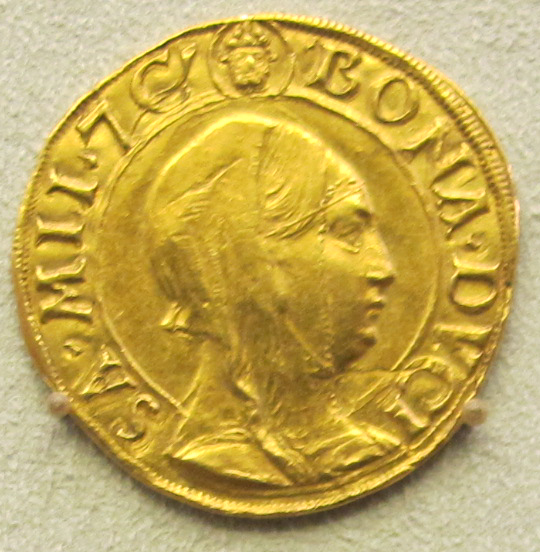
Золотий дукат із зображенням Бони Савойської

Герцогиня-вдова продемонструвала велику твердість характеру, відстоюючи інтереси своїх дітей, особливо старшого сина і спадкоємця. Джан Галеаццо Марія був проголошений новим герцогом Мілана; 9 січня 1477 року, за підтримки Франческо Сімонетті, секретаря покійних герцогів Франческо I і Галеаццо Марії, Бона Савойська стала регенткою при неповнолітньому сині. Дівер вдови герцогині, Сфорца Марія, герцог Барі і Людовіко Марія, на прізвисько Мавр, що знаходилися під час вбивства брата у французькому королівстві, повернулися в міланське герцогство, як тільки дізналися про його смерть. Разом з Роберто Сансеверіно вони очолили партію незадоволених посиленням впливу на справи держави Франческо Сімонетті. У травні 1477 року дівер спробував відтіснити вдову покійного брата від племінника, але своєчасні дії секретаря запобігли спробі перевороту, і вони були вигнані з герцогства.
Проте становище самого Франчески Сімонетті виявилося ненадійним. Бона Савойська вступила в стосунки зі своїм камердинером Антоніо Тассіньї, уродженцем Феррари, особистим ворогом секретаря. У серпні 1479 року Людовіко Марія Сфорца і Роберто Сансеверіно на чолі армії вторглися в Міланське герцогство і зайняли Тортон. 7 вересня 1479 року герцогиня-вдова і її дівер уклали угоду, за підсумками якої Франческо Сімонетта був засуджений до смертної кари. Новим секретарем був призначений Бартоломео Калько, але влада фактично перейшла до Людовика Марії, який 7 жовтня 1480, під приводом захисту життя свого племінника від коханця його матері, примусив Джана Галеаццо Марію підписати документ, який призначив його регентом замість Бони Савойської . Герцогиня-вдова була вислана з Мілана в замок Абб'ятеграссо з почтом зі шпигунів дівера.

### Останні роки

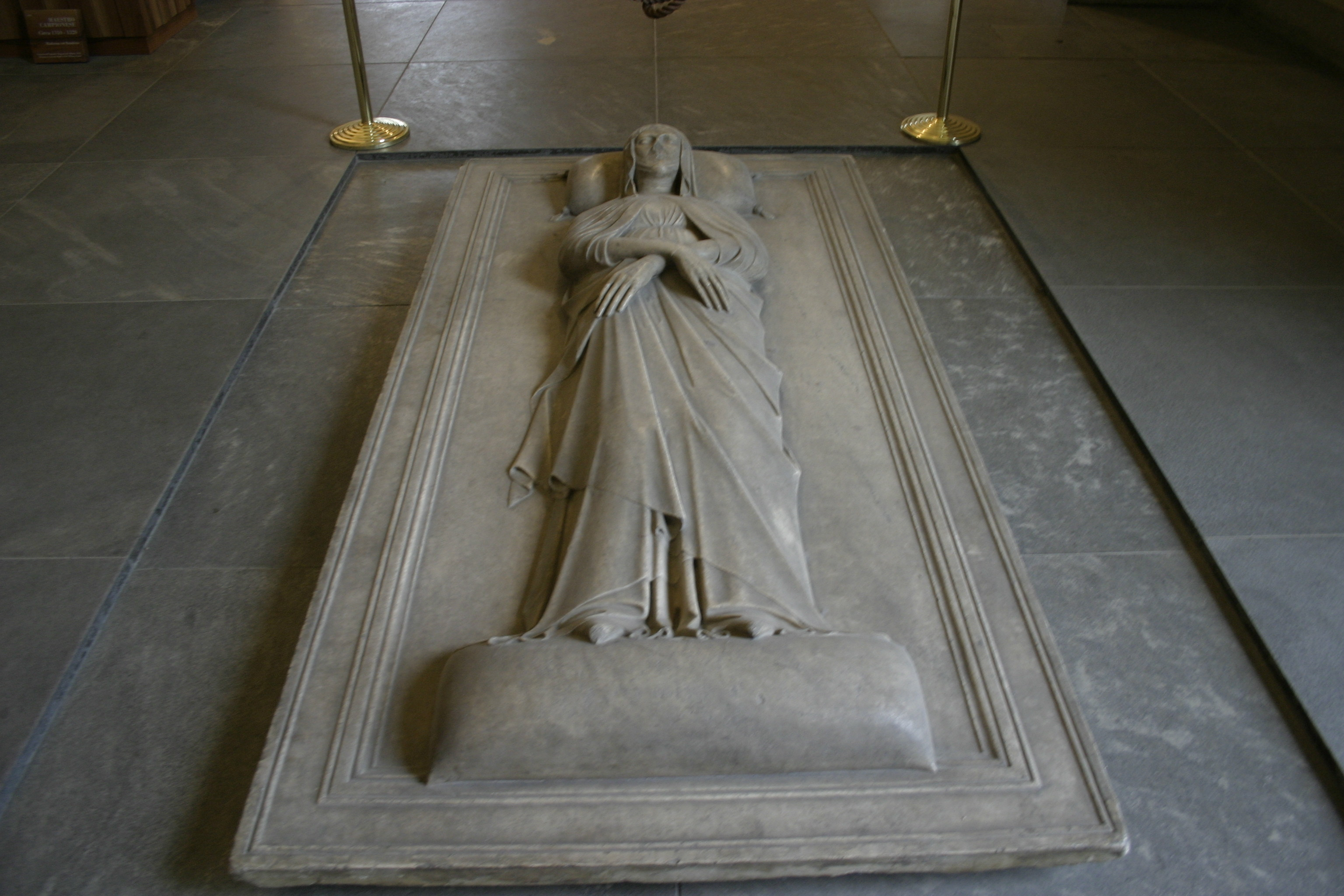
Надгробна плита Бони Савойської. Замок Сфорца, Мілан.

У Аббьятеграссо Бона Савойська жила протягом наступних 15-ти років. Людовик Марія не дозволив їй повернутися на батьківщину в п'ємонського князівства, побоюючись, що герцог Савойї і король Франції використовують невістку проти нього. Обурені родичі вдови герцогині вимагали надати їй свободу пересування. Хоча вона і не брала участі в змовах проти Людовика Марії в 1481 і 1483 роках, нагляд над нею був посилений.
Згодом Боні Савойській дозволили повернутися в Мілан. Герцогиня-вдова була присутня на весіллях сина Джан Галеаццо Марії і дочки Бьянки Марії. Вона була поруч зі старшим сином у замку в Павії, коли він помер 21 вересня 1494 року.
У тому ж році, скориставшись вторгненням на Апеннінський півострів армії Карла VIII, короля Франції, Бона Савойська втекла з Мілану в Амбуаз, де в той час знаходився королівський двір. Вона побоювалася помсти з боку діверя, який став новим герцогом Мілана. Її племінник Філіберт II, герцог Савої, дозволив їй повернутися на батьківщину. Він подарував тітці маєток в Фоссано, в якому вона прожила до самої смерті. 
Бона Савойська померла 17 листопада 1503 року і була похована в церкві святого Юліана в Фоссано.

## Родина
Чоловік —  Галеаццо Марія, герцог Міланський (24.1.1444 — 26.12.1476), 
Діти:
- Джан Галеаццо Марія (10.6.1469 — 22.10.1494) — герцог Міланський, вступив у шлюб з Ізабеллою Неаполітанською (2.10.1470 — 11.2.1524), принцесою з дому Трастамара;
- Ермес Марія (10.5.1470 — 1503) — маркграф Тортон[19] ;
- Б'янка Марія (5.4.1472 — 31.12.1510) — міланська принцеса, поєднувалася першим шлюбом з Філібертом I Мисливцем (17.8.1465 — 22.9.1482), герцогом Савої і князем П'ємонту, другим шлюбом з Максиміліаном I (22.3.1459 — 12.1. 1 519), імператором Священної Римської імперії [20] ;
- Анна Марія (19.7.1473 — 30.11.1497) — міланська принцеса, одружилася з Альфонсо I (21.7.1476 — 31.10.1534), герцогом Феррари, герцогом Модени і Реджо[21][22].